# 빌런 (1979년 영화)
《빌런》(영어: The Villain, 영국과 오스트레일리아에서는 영어: Cactus Jack)은 미국에서 제작된 핼 니덤 감독의 1979년 메트로컬러 서부 코미디 영화이다. 커크 더글러스 등이 출연하였고, 모트 엥글버그 등이 제작에 참여하였다.

## 출연진
- 커크 더글러스
- 앤마그릿
- 아널드 슈워제네거
- 폴 린드
- 스트로더 마틴
- 잭 일램
- 루스 버지
- 포스터 브룩스
- 로버트 테시에이

## 기타 제작진
- 미술: 칼 앤더슨
- 의상: 밥 매키